# Ricarda Funk
Ricarda Funk (n. 15 aprilie 1992, Bad Neuenahr-Ahrweiler, Renania-Palatinat, Germania) este o caiacistă ce a reprezentat Germania, medaliată olimpică. A participat la 2 ediții ale Jocurilor Olimpice (2020, 2024) în care a câștigat o medalie de aur.